# Tratado sobre Electricidade e Magnetismo

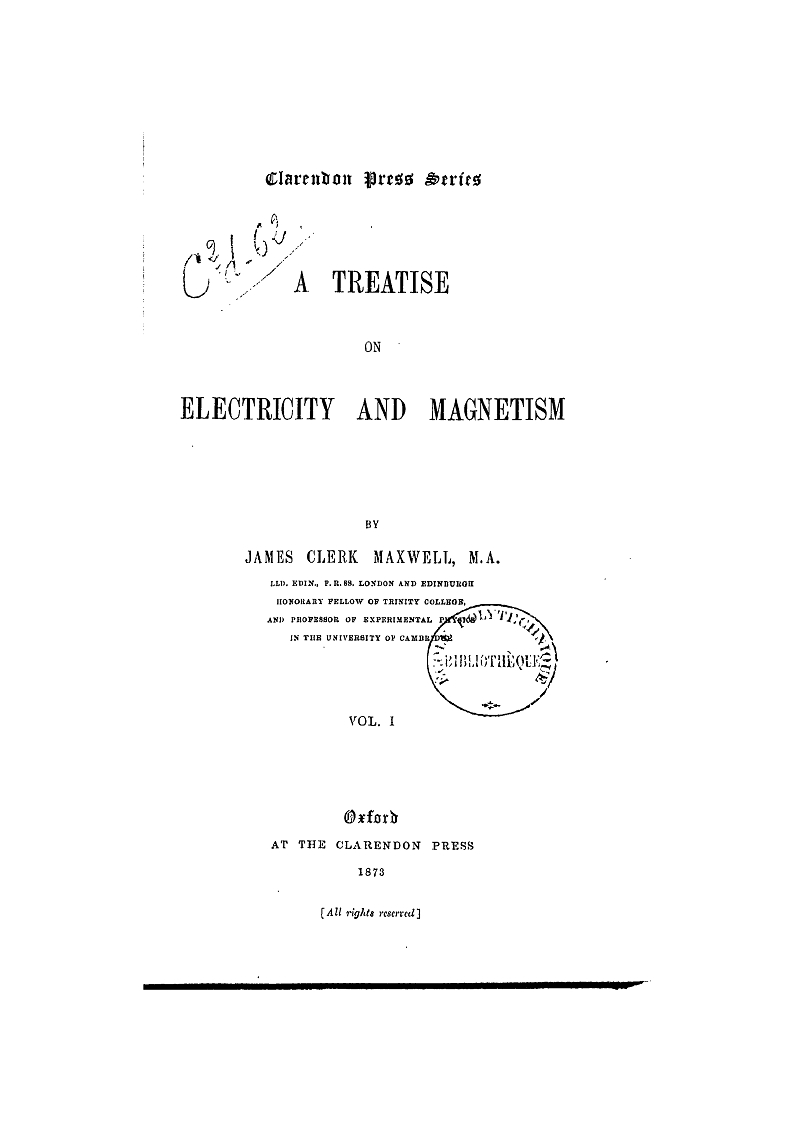
Título, autor e página do editor do primeiro volume da obra-prima de Maxwell

A Treatise on Electricity and Magnetism (Brasil: Tratado sobre Eletricidade e Magnetismo / Portugal: Tratado sobre Electricidade e Magnetismo) é um tratado de dois volumes sobre eletromagnetismo escrito por James Clerk Maxwell em 1873. Maxwell estava revisando o Tratado para uma segunda edição quando morreu em 1879. A revisão foi concluída por William Davidson Niven para publicação em 1881. Uma terceira edição foi preparada por J.J. Thomson para publicação em 1892.
Diz-se que o tratado é notoriamente difícil de ler, contendo muitas ideias, mas sem o foco claro e a ordem que podem ter permitido que ele pegasse mais facilmente. Foi observado por um historiador da ciência que a tentativa de Maxwell em um tratado abrangente sobre toda a ciência elétrica tendeu a enterrar os resultados importantes de seu trabalho sob "longos relatos de fenômenos diversos discutidos de vários pontos de vista".  Ele prossegue dizendo que, fora do tratamento do efeito Faraday, Maxwell falhou em expor seu trabalho anterior, especialmente a geração de ondas eletromagnéticas e a derivação das leis que regem a reflexão e a refração.
Maxwell introduziu o uso de campos vetoriais, e seus rótulos foram perpetuados:
A (potencial vetorial), B (indução magnética), C (corrente elétrica), D (deslocamento), E (campo elétrico - intensidade eletromotriz de Maxwell), F (força mecânica), H (campo magnético - força magnética de Maxwell).
O trabalho de Maxwell é considerado um exemplo de retórica da ciência:
As equações de Lagrange aparecem no Tratado como a culminação de uma longa série de movimentos retóricos, incluindo (entre outros) o teorema de Green, a teoria potencial de Gauss e as linhas de força de Faraday - todas as quais prepararam o leitor para a visão Lagrangiana de um mundo natural que está completo e conectado: uma verdadeira mudança radical na visão de Newton.

## Conteúdo
Preliminares. Sobre a medição de quantidades.
PARTE I. Eletrostática.
1. Descrição dos fenômenos.
2. Teoria Matemática Elementar da Eletricidade.
3. Sobre Trabalho Elétrico e Energia em um Sistema de Condutores.
4. Teoremas gerais.
5. Ação mecânica entre dois sistemas elétricos.
6. Pontos e linhas de equilíbrio.
7. Formas de superfícies equipotenciais e linhas de fluxo.
8. Casos Simples de Eletrificação.
9. Harmônicos esféricos.
10. Superfícies confocais de segundo grau.
11. Teoria das Imagens Elétricas.
12. Funções conjugadas em duas dimensões.
13. Instrumentos eletrostáticos.

PARTE II. Eletrocinemática.
1. A corrente elétrica.
2. Condução e resistência.
3. Força eletromotriz entre corpos em contato.
4. Eletrólise.
5. Polarização eletrolítica.
6. Teoria Matemática da Distribuição de Correntes Elétricas.
7. Condução em três dimensões.
8. Resistência e condutividade em três dimensões.
9. Condução através de meios heterogêneos.
10. Condução em dielétricos.
11. Medição da resistência elétrica de condutores.
12. Resistência elétrica de substâncias.

PARTE III Magnetismo
1. Teoria Elementar do Magnetismo.
2. Força magnética e indução magnética.
3. Formas particulares de ímãs.
4. Magnetização induzida.
5. Problemas magnéticos.
6. Teoria da Indução Magnética de Weber.
7. Medições magnéticas.
8. Magnetismo Terrestre.

Parte IV. Eletromagnetismo.
1. Força eletromagnética.
2. Ação Mútua de Correntes Elétricas.
3. Indução de correntes elétricas.
4. Indução de uma corrente em si mesma.
5. Equações Gerais de Dinâmica.
6. Aplicação da Dinâmica ao Eletromagnetismo.
7. Eletrocinética.
8. Exploração do Campo por meio do Circuito Secundário.
9. Equações gerais.
10. Dimensões das unidades elétricas.
11. Energia e estresse.
12. Current-Sheets.
13. Correntes paralelas.
14. Correntes circulares.
15. Instrumentos eletromagnéticos.
16. Observações eletromagnéticas.
17. Medição Elétrica de Coeficientes de Indução.
18. Determinação da resistência em medida eletromagnética.
19. Comparação de unidades eletrostáticas com eletromagnéticas.
20. Teoria Eletromagnética da Luz.
21. Ação magnética na luz.
22. Teoria Elétrica do Magnetismo.
23. Teorias da ação à distância.